# Erland Almkvist
Erland Almkvist est un skipper suédois né le 2 septembre 1912 à Stockholm et mort le 20 septembre 1999 à Lidingö.

## Biographie
Erland Almkvist participe aux Jeux olympiques d'été de 1952 à Helsinki, où il remporte avec Per Gedda et Sidney Boldt-Christmas la médaille de bronze en classe Dragon. 